# Thyene nigriceps
Thyene nigriceps là một loài nhện trong họ Salticidae.
Loài này thuộc chi Thyene. Thyene nigriceps được Lodovico di Caporiacco miêu tả năm 1949.